# Rafal Nou
Rafal Nou és un barri situat del districte de Llevant de la ciutat de Palma, a les Balears. Està delimitat pels barris d'El Vivero, Rafal Vell, Estadi Balear, Son Ferriol i el terme municipal de Marratxí. Va sorgir a propòsit del segon pla de l'eixample de la ciutat portat a terme per l'arquitecte Gabriel Alomar i Esteve, conegut com a Pla Alomar, que es va posar en marxa a principis de la dècada dels 40. El 2018, la seua població era de 6.990 habitants.